# La Haine (Vallotton)
Pour les articles homonymes, voir Haine (homonymie).
La Haine est un tableau réalisé par le peintre suisse Félix Vallotton en 1908. Cette huile sur toile représente un homme et une femme nus se dédaignant. Elle est conservée au musée d'Art et d'Histoire de Genève, à Genève.